# Patonia
Patonia là một chi tôm thuộc họ Palaemonidae. Các loài của chi này thường được tìm thấy ở Đài Loan.

## Các loài
- Patonia mclaughlinae Mitsuhashi & Chan, 2006